# Augustin Krist
Augustin Gustav Krist (také Gustav Krist) (12. prosince 1894 Kroměříž (místní část Oskol), Rakousko-Uhersko – 2. března 1964) byl československý fotbalový rozhodčí.

## Život a kariéra
V Kroměříži začíná s kopanou v předchůdci Hanácké Slavie v klubu SK Haná. V roce 1912 odchází jako knihkupecký pomocník do Prostějova. Zde se kromě kopané angažuje mezi prvními nadšenci, kteří v Prostějově začínají s ledním hokejem. Dne 4. listopadu 1919 byl v Prostějově sezdán s Pavlínou Komínkovou.
Po ukončení aktivní sportovní činnosti se stává významným funkcionářem. V Prostějově byl zvolen jako náčelník hokejové odboru. Dvanáctkrát byl zvolen předsedou hanáckých fotbalových soudců, následně pak předsedou Ústředního svazu rozhodčích. Dlouhá léta stojí v čele Svazu československého hokeje jako předseda. V československé fotbalové lize působil jako rozhodčí v letech 1927–1941. Řídil celkem 83 ligových utkání. Jako mezinárodní rozhodčí v letech 1928–1938 řídil 17 mezistátních utkání. V roce 1938 byl jmenován FIFOU pomezním rozhodčím při fotbalovém finále mistrovství světa ve Francii, při kterém se utkaly fotbalové reprezentace Maďarska a Itálie. Na témže turnaji řídil jako hlavní rozhodčí čtvrtfinálové utkání Švédska a Kuby. Ve Středoevropském poháru řídil 18 utkání včetně finále v letech 1937 a 1939. Od roku 1935 byl místopředsedou Sboru československých fotbalových soudců. V roce 1938 jako šef druholigového fotbalového klubu SK Baťa Zlín angažoval trenéra Rudolfa Hanáka, který týmu pomohl k vítězství v moravsko-slezské skupině druhé nejvyšší soutěže (divize). V roce 1946 byl zvolen do výboru ČSAF jako zástupce rozhodčích. Byl vedle Františka Cejnara nejvýznamnější osobností mezi rozhodčími meziválečného období.
V roce 1957 se po vybudování umělé ledové plochy v Prostějově stává prvním správcem zimního stadionu. Odchází v plné aktivní činnosti v roce 1964.